# Nikola Mirotić
Nikola Mirotić Stajović (Titogrado, RS de Montenegro, RFS Yugoslavia, 11 de febrero de 1991) es un jugador de baloncesto español, de origen montenegrino, que pertenece a la plantilla del AS Monaco de la LNB Pro A. Con 2,08 metros de altura, juega en la posición de ala-pívot.

## Carrera

### Inicios
Nació el 11 de febrero de 1991 en Titogrado (actualmente Podgorica, Montenegro) y mide 2,08 metros de estatura. Empezó a jugar tarde, a los 13 años de edad, después de algunas experiencias futbolísticas, en la Joker School of Basketball de Jadran Vujačić, en Podgorica. En el verano del 2005 fichó por el Real Madrid, pasando a formar parte de sus categorías inferiores.
Con el Real Madrid Junior, disputó el Circuito Sub-20 en las temporadas 2006-07 y la 2007-08 proclamándose campeón con el R.Madrid en esta última. En la temporada 2008/09 el Real Madrid lo subió al filial, que justo acaba de ser fundado ese mismo año en la LEB Bronce, aunque en alguna ocasión entrenó con el primer equipo.
En la temporada 2009/10, fue cedido por el Real Madrid al Maristas de Palencia Baloncesto, para disputar la liga LEB Oro con el conjunto palentino.
En marzo de 2010, el Gobierno español le otorgó la nacionalidad española por el procedimiento carta de naturaleza, que a su vez le obligó a renunciar a su nacionalidad montenegrina.

### Profesional

#### Liga ACB
Durante la campaña de baloncesto 2010/2011, Mirotić formó parte de la primera plantilla del Real Madrid. Durante los primeros meses de competición, Mirotić apenas estaba teniendo minutos, que era más o menos, lo que estaba previsto, pero rápidamente empezó a ganarse la confianza de Ettore Messina, y vio incrementado su número de minutos. Sus últimas actuaciones, especialmente las del mes de enero, empezaron a ser espectaculares, con promedios a la altura de grandes jugadores, y haciendo todavía, con bastantes menos minutos que sus compañeros. El 26 de enero de 2011, Mirotić anotó 16 puntos, con 4/4 en triples, para 24 de valoración, en 17 minutos contra el Montepaschi Siena. Su estelar aportación propició la victoria blanca en la cancha del Siena en Euroliga, fortaleza inexpugnable desde hacía bastante tiempo. Esta fue la definitiva eclosión del joven talento blanco.
El 23 de junio de 2011, fue elegido en primera ronda por los Houston Rockets en el puesto número 23 del Draft de la NBA de 2011. Sus derechos fueron traspasados a los Minnesota Timberwolves y finalmente a los Chicago Bulls.
El 19 de febrero de 2012, se proclama campeón de la copa de S.M el Rey en Barcelona (Palau Sant Jordi) con el Real Madrid. El 23 de septiembre de 2012, se proclama campeón de la Supercopa de España en Zaragoza con el Real Madrid.
El 7 de marzo de 2013, bate el récord de aciertos en tiros libres en los 40 minutos reglamentarios de un partido del Top 16 de Euroliga (Zalguiris-Madrid: 104-105), dejándolo en 16 y rompiendo la marca que tenía Juan Carlos Navarro con 14 de 14 tiros libres. En la prórroga, Mirotić anotó los otros dos tiros libres que intentó, rompiendo el récord total tanto de tiros libres intentados como de convertidos, que compartían los croatas Davor Kus (con la Cibona Zagreb, 17 de 17 en diciembre de 2006) y Andrija Zizic (Olympiacos B.C., 17 de 17, enero de 2006). En mayo fue nombrado MVP de la Liga Regular de la ACB. El 19 de junio de 2013, se proclama campeón de su primera Liga Endesa con el Real Madrid, ganando el 5.º y definitivo partido frente al Regal Barça en el Palacio de Deportes de la Comunidad de Madrid.
En la temporada siguiente, se proclama campeón de la Copa del Rey, siendo elegido MVP de la Copa. Aunque su rendimiento va de más a menos, teniendo una escueta participación en playoff.

#### NBA

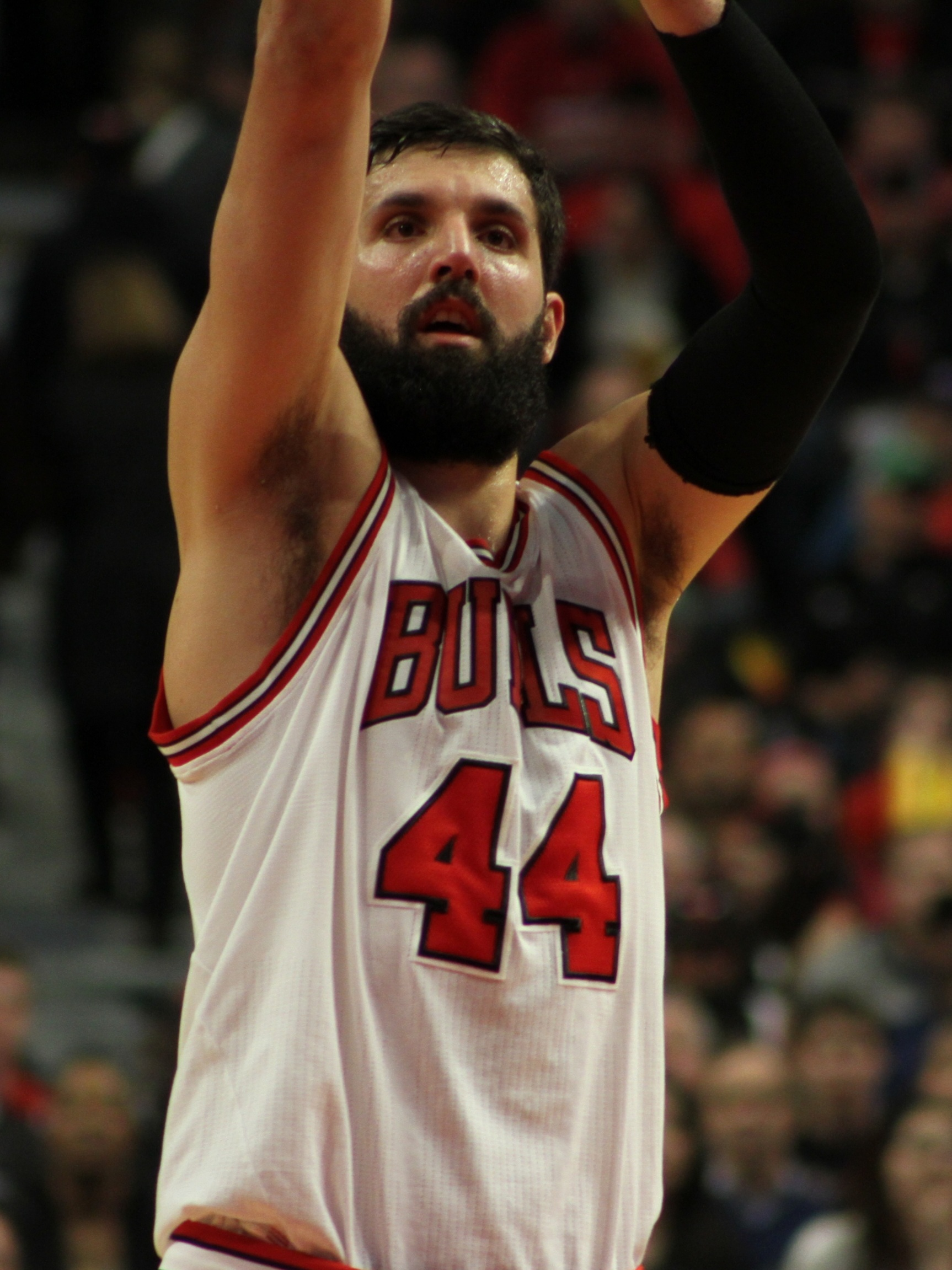
Mirotić con los Bulls en 2015.

Su sueño de convertirse en jugador de la NBA se vio hecho realidad al fichar por los Chicago Bulls en verano de 2014. En febrero disputó el BBVA Rising Stars Challenge como jugador de primer, durante el All-Star Weekend de 2015 disputado en Nueva York. Tras una gran primera temporada logró quedar segundo en la votación para el premio al Rookie del Año 2015, quedando solo por detrás del ganador Andrew Wiggins. Y siendo incluido en el mejor quinteto de rookies de la NBA. Luego, llegando a disputar ese año sus primeros encuentros de postemporada.
En su segundo año con los Bulls, disputó muchos partidos de titular, llegando a jugar casi 25 minutos por partido. El 23 de marzo de 2016, ante New York Knicks, anotó 35 puntos, su récord personal en la NBA, saliendo desde el banquillo.
En el trascurso de su cuarta temporada en Chicago, el 17 de octubre de 2017, tuvo un altercado durante un entrenamiento en Chicago con su compañero Bobby Portis, quien le golpeó de forma desprevenida, causándole diversas fracturas en la mandíbula y una conmoción cerebral. Al día siguiente, los Chicago Bulls suspendieron a Portis por 8 partidos. El 1 de febrero de 2018 fue traspasado a los New Orleans Pelicans a cambio de Omer Asik, Tony Allen, Jameer Nelson y una futura primera ronda del draft. Con una plantilla compuesta por el jugador franquicia Anthony Davis, DeMarcus Cousins, Jrue Holiday y el mismo Mirotić, conseguirían un balance positivo de 48-34. La mejor racha de victorias desde que son denominados Pelicans. Con la sexta plaza garantizada y con Cousins, una de las estrellas del equipo, lesionado, Mirotić tendría un mayor protagonismo en Playoffs. Ganarían a los Portland en primera ronda por un claro 4-0. En segunda ronda perderían 4-1 contra los que acabarían siendo los ganadores de la NBA, los Golden State Warriors.
En el primer partido de la temporada 2018-19, el 17 de octubre de 2018 ante Houston Rockets, anotó 30 puntos, incluyendo 6 triples. Dos días más tarde, alcanzó su récord personal de anotación con 36 puntos ante Sacramento Kings. A pesar de ese buen inicio de temporada y con un papel de titular, el 7 de febrero de 2019 es traspasado a Milwaukee Bucks. Con los Bucks disputa 14 encuentros de temporada regular hasta final de temporada, perdiéndose varios por lesión. Con Milwaukee llegaría a finales de conferencia, perdiendo ante los futuros campeones, los Toronto Raptors de Kawhi Leonard.

#### Regreso a la ACB

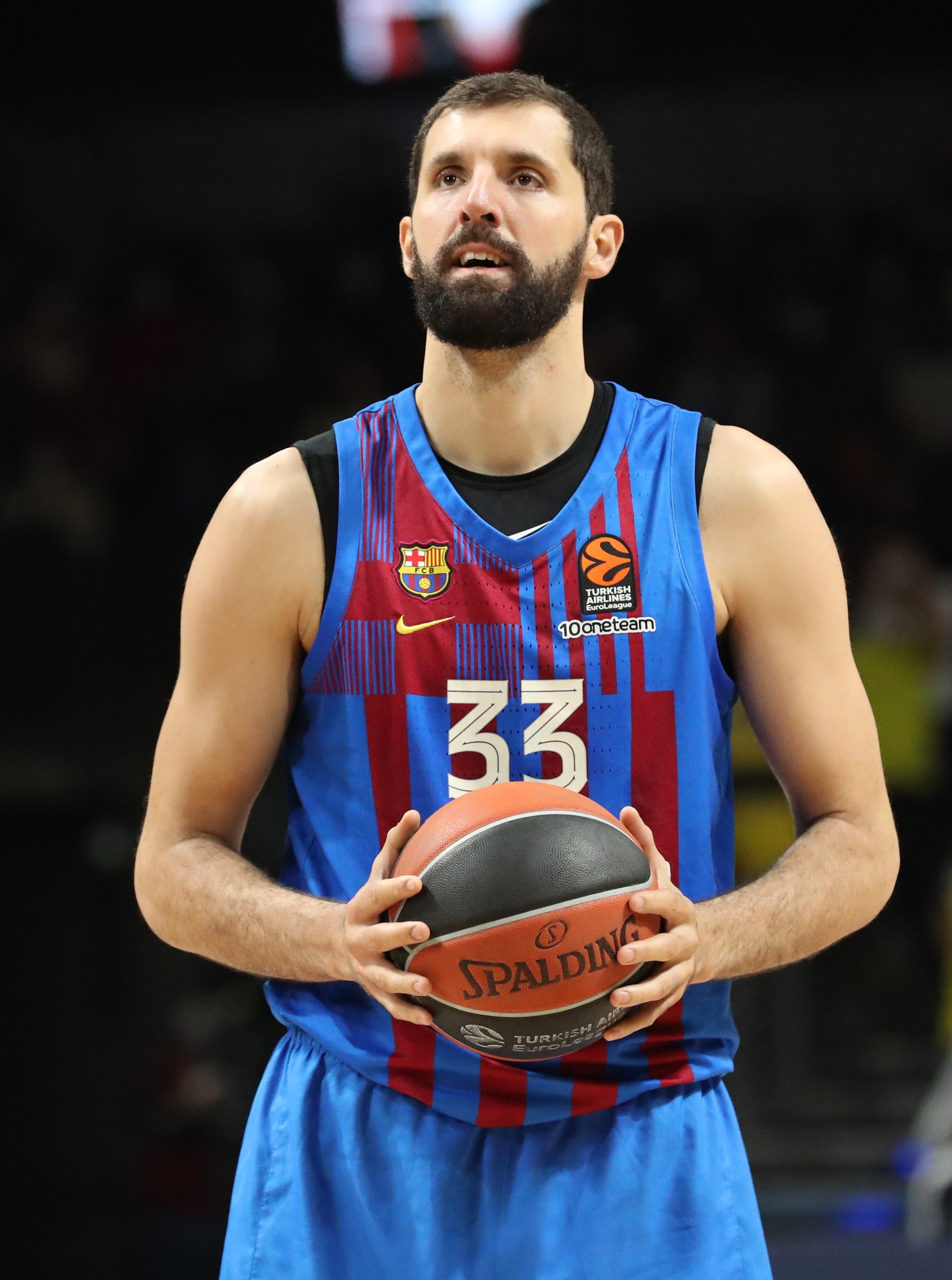
Mirotić con el FC Barcelona en 2022.

El 6 de julio de 2019, se hace oficial su fichaje por el Barça de la liga ACB. Ese octubre, en una encuesta de los General Managers de la NBA previa al comienzo de la temporada 2019-20, fue elegido como el mejor jugador internacional que no juega en la NBA. En su primera temporada fue nombrado MVP Liga Regular ACB, pero perdieron la final ante Kirolbet Baskonia.
Al año siguiente ganó la Copa del Rey y la Liga ACB, siendo nombrado MVP de la Final.
En octubre de 2021, en una encuesta de los General Managers de la NBA previa al comienzo de la temporada 2021-22, fue elegido como el mejor jugador internacional que no juega en la NBA. En la temporada 2021-22 volvió a ganar la Copa, siendo nombrado MVP del torneo. En mayo de 2022 fue nombrado MVP de la Euroliga.
La temporada siguiente conquistó el título de Liga ACB, siendo nombrado MVP de la Final, por segunda vez en su carrera. Al término de la temporada, en julio de 2023, se desvincula del FC Barcelona tras una rescisión de contrato de forma unilateral por parte del equipo.

#### Italia
El 4 de agosto de 2023 se hace oficial su fichaje por el Olimpia Milano de la Serie A italiana.

#### Mónaco
El 25 de julio de 2025 firmó contrato por dos temporadas con el AS Monaco de la LNB Pro A.

## Selección nacional
En julio de 2010, debutó con la selección española, que disputó el Eurobasket Sub-20 celebrado en Croacia, donde el combinado nacional consiguió la medalla de bronce.
En julio de 2011, se proclama campeón de Europa sub-20 en el Eurobasket de España, consiguiendo además de la medalla de Oro, el MVP del torneo con unos promedios de 27 puntos y 10 rebotes por partido, siendo el jugador con mayor número de puntos anotados en la historia de un europeo Sub-20.
El 20 de septiembre del 2015, consigue la medalla de oro con España en el Eurobasket de Francia 2015, disputado en la localidad de Lille.
También formó parte de la selección española que consiguió la medalla de bronce en las Olimpiadas de 2016, en Río de Janeiro. 
[actualizar]

### Estadísticas
[actualizar]
| Año   | Equipo | PJ | PT | MPP  | %TC  | %3P  | %TL  | RPP | APP | ROB | TPP | PPP  | VAL  |
| ----- | ------ | -- | -- | ---- | ---- | ---- | ---- | --- | --- | --- | --- | ---- | ---- |
| 2015  | España | 16 | 14 | 23.4 | .493 | .397 | .864 | 5.4 | 1.8 | .8  | .1  | 12.2 | 14.4 |
| 2016  | España | 14 | 13 | 24.5 | .504 | .397 | .800 | 5.1 | 1.4 | 1.0 | .5  | 12.6 | 14.4 |
| Total | Total  | 30 | 27 | 23.9 | .506 | .397 | .838 | 5.2 | 1.6 | .9  | .3  | 12.4 | 14.4 |

## Estadísticas ACB
[actualizar]

### Liga ACB
|  | Temporada en la que se proclama campeón de la Liga ACB |

Temporada regular
| Año     | Equipo      | PJ | MPP  | %T2  | %3P  | %TL  | RPP | ROP | APP | ROB | TPP | PPP  |
| ------- | ----------- | -- | ---- | ---- | ---- | ---- | --- | --- | --- | --- | --- | ---- |
| 2010-11 | Real Madrid | 29 | 17.2 | 57.1 | 41.3 | 87.5 | 3.8 | 1.3 | 0.6 | 0.7 | 0.4 | 8.1  |
| 2011-12 | Real Madrid | 34 | 20.2 | 52.4 | 37.5 | 70.3 | 4.4 | 1.2 | 0.8 | 0.7 | 0.5 | 9.0  |
| 2012-13 | Real Madrid | 33 | 23.4 | 54.1 | 43.5 | 80.2 | 5.4 | 1.8 | 0.9 | 0.9 | 0.7 | 12.6 |
| 2013-14 | Real Madrid | 33 | 23.0 | 58.5 | 35.4 | 77.7 | 5.5 | 1.5 | 1.0 | 1.0 | 0.5 | 12.4 |

Playoffs
| Año  | Equipo      | PJ | MPP  | %T2  | %3P  | %TL  | RPP | ROP | APP | ROB | TPP | PPP  |
| ---- | ----------- | -- | ---- | ---- | ---- | ---- | --- | --- | --- | --- | --- | ---- |
| 2011 | Real Madrid | 6  | 12.3 | 28.6 | 27.3 | 88.2 | 1.6 | 0.5 | 0.6 | 0.1 | 0.6 | 4.6  |
| 2012 | Real Madrid | 8  | 16.3 | 66.7 | 46.2 | 69.6 | 3.5 | 0.8 | 0.2 | 0.6 | 0.2 | 8.7  |
| 2013 | Real Madrid | 10 | 23.5 | 55.6 | 34.8 | 75.9 | 5.4 | 1.6 | 0.7 | 1.5 | 0.6 | 10.6 |
| 2014 | Real Madrid | 10 | 21.2 | 51.4 | 33.3 | 85.3 | 3.7 | 0.9 | 1.1 | 0.6 | 0.5 | 8.8  |

### Euroliga
| Año     | Equipo         | PJ  | PT  | MPP  | %T2  | %3P  | %TL  | RPP | APP | ROB | TPP | PPP  | VAL  |
| ------- | -------------- | --- | --- | ---- | ---- | ---- | ---- | --- | --- | --- | --- | ---- | ---- |
| 2008-09 | Real Madrid    | 1   | 0   | 2.1  | .000 | .000 | .000 | 0.0 | 0.0 | 0.0 | 0.0 | 0.0  | -1.0 |
| 2010-11 | Real Madrid    | 20  | 0   | 15.0 | 55.4 | 38.7 | 85.7 | 3.3 | 0.6 | 0.5 | 0.5 | 6.6  | 8.2  |
| 2011-12 | Real Madrid    | 16  | 15  | 23.1 | 57.0 | 43.9 | 91.8 | 4.5 | 0.9 | 0.8 | 0.4 | 12.5 | 14.6 |
| 2012-13 | Real Madrid    | 29  | 25  | 24.9 | 55.1 | 32.5 | 85.1 | 5.3 | 0.9 | 0.7 | 0.9 | 11.4 | 13.3 |
| 2013-14 | Real Madrid    | 31  | 31  | 24.0 | 53.7 | 46.1 | 81.1 | 4.6 | 1.2 | 1.1 | 0.8 | 12.4 | 15.9 |
| 2019-20 | Barcelona      | 28  | 28  | 27.8 | 61.0 | 33.1 | 86.9 | 6.9 | 1.6 | 1.1 | 0.3 | 19.0 | 22.5 |
| 2020-21 | Barcelona      | 33  | 32  | 25.9 | 59.3 | 41.3 | 84.8 | 5.9 | 1.0 | 1.2 | 0.5 | 15.6 | 19.5 |
| 2021-22 | Barcelona      | 38  | 38  | 24.4 | 65.5 | 46.3 | 87.6 | 5.2 | 1.4 | 0.9 | 0.3 | 16.9 | 20.1 |
| 2022-23 | Barcelona      | 29  | 29  | 25.0 | 60.3 | 39.2 | 80.4 | 4.3 | 1.2 | 1.0 | 0.4 | 15.4 | 16.4 |
| 2023-24 | Olimpia Milano | 21  | 17  | 26.5 | 63.8 | 41.8 | 84.7 | 5.7 | 0.9 | 0.8 | 0.3 | 16.9 | 18.9 |
| 2024-25 | Olimpia Milano | 30  | 30  | 27.5 | 55.0 | 38.9 | 89.3 | 6.4 | 2.0 | 1.0 | 0.3 | 17.7 | 22.0 |
| Total   | Total          | 276 | 245 | 24.7 | 59.0 | 40.0 | 85.7 | 5.3 | 1.2 | 0.9 | 0.5 | 14.7 | 17.6 |

## Estadísticas de su carrera en la NBA

### Temporada regular
| Año      | Equipo      | PJ  | PT | MPP  | %TC  | %3P  | %TL  | RPP | APP | ROB | TPP | PPP  |
| -------- | ----------- | --- | -- | ---- | ---- | ---- | ---- | --- | --- | --- | --- | ---- |
| 2014-15  | Chicago     | 82  | 3  | 20.2 | .405 | .316 | .803 | 4.9 | 1.2 | .7  | .7  | 10.2 |
| 2015-16  | Chicago     | 66  | 38 | 24.9 | .407 | .390 | .807 | 5.5 | 1.5 | .9  | .7  | 11.8 |
| 2016-17  | Chicago     | 70  | 15 | 24.0 | .413 | .342 | .773 | 5.5 | 1.1 | .8  | .8  | 10.6 |
| 2017-18  | Chicago     | 25  | 3  | 24.9 | .474 | .429 | .823 | 6.4 | 1.6 | .6  | .5  | 16.8 |
| 2017-18  | New Orleans | 30  | 11 | 29.1 | .427 | .335 | .810 | 8.2 | 1.4 | 1.0 | .9  | 14.6 |
| 2018-19  | New Orleans | 32  | 22 | 28.9 | .447 | .368 | .842 | 6.8 | 1.1 | .7  | .8  | 16.7 |
| 2018-19  | Milwaukee   | 14  | 3  | 22.9 | .415 | .356 | .870 | 5.4 | 1.4 | .7  | .6  | 11.6 |
| Total    | Total       | 319 | 95 | 24.2 | .423 | .359 | .808 | 5.9 | 1.3 | .8  | .7  | 12.3 |
| All-Star | All-Star    | 1   | 1  | 20.6 | .666 | .666 | .000 | 4.0 | 1.0 | 1.0 | 1.0 | 16.0 |

### Playoffs
| Año   | Equipo      | PJ | PT | MPP  | %TC  | %3P  | %TL  | RPP | APP | ROB | TPP | PPP  |
| ----- | ----------- | -- | -- | ---- | ---- | ---- | ---- | --- | --- | --- | --- | ---- |
| 2015  | Chicago     | 11 | 0  | 14.9 | .303 | .233 | .800 | 2.7 | .8  | .5  | .5  | 5.7  |
| 2017  | Chicago     | 6  | 6  | 27.0 | .340 | .286 | .800 | 5.0 | 1.5 | .7  | .5  | 8.7  |
| 2018  | New Orleans | 9  | 9  | 35.6 | .480 | .431 | .789 | 9.6 | 1.7 | 1.1 | 1.3 | 15.0 |
| 2019  | Milwaukee   | 14 | 8  | 21.3 | .376 | .289 | .821 | 4.3 | .7  | .7  | .2  | 9.5  |
| Total | Total       | 40 | 23 | 21.3 | .388 | .318 | .805 | 5.2 | 1.1 | .8  | .6  | 9.6  |

## Votaciones para elAll-Star Game de la NBA
| Año  | Número de Votos | Elegido                | Equipo               |
| ---- | --------------- | ---------------------- | -------------------- |
| 2015 | 103.645         | Rising Stars Challenge | Chicago Bulls        |
| 2016 | (-)             | No                     | Chicago Bulls        |
| 2017 | 10.803          | No                     | Chicago Bulls        |
| 2018 | 32.075          | No                     | Chicago Bulls        |
| 2019 | 27.779          | No                     | New Orleans Pelicans |

## Logros y reconocimientos

### Selección nacional
Absoluta
- Medalla de Oro en el Eurobasket 2015 de  Francia, Croacia, Alemania y Letonia.
- Medalla de Bronce en los Juegos Olímpicos de Río 2016.

Sub-20
- Medalla de Bronce en el Europeo sub-20 de Croacia 2010.
- Medalla de Oro en el Europeo sub-20 de España 2011.

### Club
- Liga ACB (3): 2013, 2021, 2023.
- Copa del Rey (4): 2012, 2014, 2021, 2022.
- Supercopa de España (2): 2012, 2013.
- Lega Basket Serie A (1): 2024.

### Individual
- Mejor quinteto de rookies de la NBA (2015)
- MVP Europeo Sub-20 (1): 2011.
- Rising Star de la Euroliga (2): 2011, 2012.
- MVP Final ACB (2): 2021, 2023.
- MVP Liga Regular ACB (2): 2013, 2020.
- Mejor Quinteto de la Euroliga (3):
  - Primer Quinteto (1): 2020-21.
  - Segundo Quinteto (2): 2012-13 y 2013-14.
- Quinteto Ideal de la ACB (4):
  - Primer Quinteto (3): 2012-13, 2013-14, 2019-20.
  - Segundo Quinteto (1): 2020-21.
- MVP Copa del Rey (2): 2014 y 2022.
- MVP de la Euroliga (1): 2021-22.
- MVP de las Finales de la Serie A (1): 2024.